# Plagiochila neesiana
Plagiochila neesiana là một loài rêu trong họ Plagiochilaceae. Loài này được Lindenb. mô tả khoa học đầu tiên năm 1840.